# Marcin Kornak
Marcin Aleksander Kornak (ur. 12 lipca 1968, zm. 20 marca 2014 w Zielonce) – polski działacz społeczny, założyciel i prezes Stowarzyszenia „Nigdy Więcej”.

## Życiorys
Syn Zbigniewa i Ewy. Od czasu wypadku, któremu uległ w wieku piętnastu lat, był osobą niepełnosprawną ruchowo. Zajmował się m.in. promocją kultury niezależnej i tworzeniem tekstów piosenek dla zespołów rockowych (pod pseudonimem Martin Eden tworzył teksty dla grup muzycznych Schizma oraz Kompania Karna). W 1992 w Bydgoszczy utworzył nieformalną Grupę Anty-Nazistowską (GAN). W 1996 zainicjował powstanie i stanął na czele Stowarzyszenia „Nigdy Więcej”, organizacji społecznej stawiającej sobie za cele przeciwdziałanie rasizmowi, nietolerancji i ksenofobii. Został też redaktorem naczelnym związanego z tą organizacją magazynu „Nigdy Więcej” i głównym koordynatorem kampanii społecznych (w tym Muzyka Przeciwko Rasizmowi i Wykopmy Rasizm ze Stadionów). Był autorem Brunatnej Księgi, opracowania poświęconego kwestii przemocy na tle rasistowskim i ksenofobicznym, a także aktom dyskryminacji na terenie Polski.
Został pochowany na Cmentarzu Komunalnym przy ul. Wiślanej w Bydgoszczy.

## Publikacje
Wydał dwa tomy wierszy:
- O miłości i Bogu. Różnie, 1993[9]
- Namiętnik, 1997[9].

## Odznaczenia i wyróżnienia
- Krzyż Oficerski Orderu Odrodzenia Polski (2011, za wybitne zasługi w działalności na rzecz budowania społeczeństwa obywatelskiego, za osiągnięcia w podejmowanej z pożytkiem dla kraju pracy zawodowej i społecznej)[10][11]
- tytuł „Człowieka Bez Barier” (2012)[12]
- wyróżnienie w konkursie „Społecznik Roku 2011” tygodnika „Newsweek Polska”[3]
- Nagroda Polcul Foundation (2005)[13]
- laureat Ogólnopolskiego Konkursu dla Wolontariuszy „Barwy Wolontariatu" (2003)[14]

## Upamiętnienie
We wrześniu 2016 ukazał się specjalny numer magazynu „Nigdy Więcej”, upamiętniający postać i dorobek Marcina Kornaka. W piśmie znalazły się artykuły, rozprawy i wypowiedzi m.in. Michała Głowińskiego, Adama Michnika, Roberta Biedronia, Szymona Rudnickiego, Barbary Nowackiej, Anny Grodzkiej, Sylwii Chutnik, Dawida Warszawskiego i Adama Szostkiewicza.
W marcu 2019 w piątą rocznicę śmierci Marcina Kornaka Stowarzyszenie „Nigdy Więcej” we współpracy z firmą Jimmy Jazz Records wydało pamiątkową płytę winylową poświęconą zmarłemu prezesowi organizacji. Wydawnictwo to ukazało się pod hasłem zainicjowanej przez niego kampanii społecznej „Muzyka Przeciwko Rasizmowi”. Na płycie pt. Wiem, że dobrze idę znalazły się zadedykowane Marcinowi Kornakowi utwory zespołów Qulturka z Piły oraz Skowyt z Warszawy.
W 2021 Stowarzyszenie „Nigdy Więcej” wydało na płycie winylowej album Jedna Rasa – Ludzka Rasa. Muzyka Przeciwko Rasizmowi. Część 2. Płytę zadedykowano Marcinowi Kornakowi, który był pomysłodawcą kompilacji.